# Paul Lincke
Carl Emil Paul Lincke (n. 7 noiembrie 1866 în Berlin - d. 3 septembrie 1946 în Clausthal-Zellerfeld, Germania) a fost un compozitor german.

## Lucrări

### Operete (selecție)
- Venus auf Erden (premiera (UA) Berlin, 1897)
- Frau Luna (UA Berlin, 1899)
- Im Reiche des Indra (UA Berlin, 1899)
- Fräulein Loreley (UA Berlin, 1900)
- Lysistrata (UA Berlin, 1902)
- Nakiris Hochzeit, sau: Der Stern von Siam (UA Berlin, 1902)
- Prinzeß Rosine (UA Berlin, 1905)
- Grigri (UA Berlin, 1911)
- Casanova (UA Darmstadt, 1913)
- Ein Liebestraum (UA Hamburg, 1940)

### Valsuri, dansuri, marșuri, piese de caracter
- Verschmähte Liebe. Walzer.
- Wenn auch die Jahre enteilen. (Exact: Es war einmal, din Im Reiche des Indra)
- Lose, munt're Lieder. (vals, dinFrau Luna)
- Schenk' mir doch ein kleines bißchen Liebe. (Frau Luna)
- Bis früh um fünfe, kleine Maus. (după Bis früh um fünfe!)
- Nimm mich mit, nimm mich mit, in dein Kämmerlein. (polcă din Bis früh um fünfe!)
- Schlösser, die im Monde liegen. (fantezie din Frau Luna)
- Laßt den Kopf nicht hängen. (marș din Frau Luna)
- Glühwürmchen-Idyll. (din Lysistrata)
- Berliner Luft ( Berliner Luft, 1922 în Frau Luna)
- Folies-Bergère. Marsch. (1922 Frau Luna )
- Schutzmann-Marsch. (din Frau Luna)
- Karten-Sammler. Marsch. Dem Erfinder der Ansichtskarten Herrn Johannes Miesler [pentru pian], cu texte de Paul Großmann, Berlin: Internationaler Musik-Verlag Apollo, 1920
- Siamesische Wachtparade. Charakterstück. Seiner Majestät Tschulalongkorn König von Siam ehrfurchtsvoll gewidmet. (Nakiris Hochzeit)
- Hinterm Ofen sitzt ’ne Maus, die muß raus, die muß raus! Lied.
- Geburtstagsständchen. piesă de caracter.